# جزيرة شعب الطويل (ميدي)

تعديل مصدري - تعديل

جزيرة شعب الطويل هي إحدى جزر مديرية ميدي التابعة لمحافظة حجة.